# Флойд Кросбі
Флойд Кросбі (англ. Floyd Crosby; 12 грудня 1899 — 30 вересня 1985) — американський кінооператор.

## Біографія
Кросбі народився і виріс у Західній Філадельфії, в родині Джулії Флойд і Фредеріка Ван Шунгофена Кросбі. В 1930 році він одружився з Еліф Ван Кортленд Вайтгед і мав двох дітей: Девіда Кросбі з групи The Byrds і Етан Кросбі (1937—1997).
За час своєї кар'єри, Флойд Кросбі працював над 106 повнометражними фільмами. В 1931 році він отримав премію «Оскар» за найкращу операторську роботу над фільмом «Табу». Він також був нагородженим премією Золотий глобус за фільм «Рівно опівдні» (1952), який вважається найкращою його роботою.
Кросбі служив оператором авіаційного корпусу армії США, де знімав навчальні фільми під час Другої світової війни. Він залишив авіакорпус в 1946 році.
Кросбі розлучилися в 1960 році, і одружився з Бетті Кормак Ендрюс того ж року. Він вийшов у відставку в 1972 році і поселився в місті Охай, штат Каліфорнія, де і помер у 1985 році.

## Вибрана фільмографія
- 1931: Табу / Tabu
- 1952: Рівно опівдні / High Noon
- 1958: Плакса-вбивця / The Cry Baby Killer
- 1960: Падіння дому Ашерів / House of Usher
- 1962: Історії жаху / Tales of Terror
- 1965: Сержант Мертва Голова / Sergeant Deadhead
- 1965: Як впоратися з диким бікіні / How to Stuff a Wild Bikini
- 1965: Пляжне бінго / Beach Blanket Bingo